# Харлампьев, Герасим Дмитриевич
Гера́сим Дми́триевич Пилеш (настоящая фамилия Харла́мпьев; 25 февраля (10 марта) 1913, Большие Токташи — 14 ноября 1994, Чебоксары) — чувашский советский писатель, драматург, поэт, скульптор, график.
Заслуженный работник культуры Чувашской ССР (1991). Член Союза художников РСФСР (1940)

## Биография

### Происхождение
Учился в Большетокташской начальной, Ходорской восьмилетней школах, в рабфаке в Нижнем Новгороде, Московском художественном техникуме.
Был призван в армию на срочную службу. Принимал участие в Великой Отечественной войне.

### Творческая деятельность
Г. Харлампьев трудился в Чувашском книжном издательстве, работал директором художественной галереи.
Пилеш пришел в чувашскую литературу как мастер коротких пьес, детских рассказов. Затем Герасим Дмитриевич написал повести и романы. В чувашских театрах и ныне с радостью ставят пьесы «Кăмăл уçăлсан» («Рождение желания»), «Çурхи кĕвĕсем» (Весенние мотивы), «Юрату вилĕмсĕр» («Любовь бессмертна»). Драму «Любовь бессмертна» показали на сцене Украинского государственного драматического театра в Киеве.
Герасим Дмитриевич участвовал в художественных выставках, написал очерки о чувашских художниках М. Спиридонове и Н.Сверчкове.
Активно сотрудничал с чувашским сатирическим журналом «Капкӑн».

## Изданные труды
Писатель издал всего 25 книг.
На чувашском языке:
- «Илемлĕ ир» («Прекрасное утро», 1961, 1964, 1966, 1970),
- «Юрату вилĕмсĕр» («Любовь бессмертна», 1967),
- «Йăлтăр çăлкуç» («Солнечный родник», 1976),
- «Тăрнасен ташши» («Журавлиные танцы», 1952),
- «Пĕчĕк çеç юмахсем» («Маленькие сказки», 1955),
- «Иртнĕ çулсенче» («Прошедшие года», 1959),
- «Ытарайми çĕршывра» («Ненаглядная сторонка», 1971),
- «Вăрман юрри» («Лесная песня», 1974).

На русском языке:
- «Голубята»,
- «На пасеке»,
- «Танец журавлей» (1955, Детгиз, Москва).

Сборник рассказов «Танец журавлей» также издан на украинском и туркменском языках.

## Награды
- Орден Отечественной войны II степени (1985, юбилейный)
- Почётная грамота Президиума Верховного совета Чувашской АССР, Чувашского обкома КПСС и Совета министров Чувашской АССР
- Заслуженный работник культуры Чувашской ССР (1991)